# ۲۸۵ (میلادی)
۲۸۵ (میلادی) دویست و هشتاد و پنجمین سال تقویم میلادی است.

## رویدادها
- بهار - تابستان - کارینوس و دیوکلتیان، دو امپراتور رقیب رومی در نبرد مارگوس با یکدیگر روبرو شده و دیوکلتیان پیروز می‌شود.

## درگذشتگان
- کارینوس، امپراتور روم

‎